# Wataru Takagi
Wataru Takagi (高木 渉?, Takagi Wataru; Chiba, 25 luglio 1966) è un doppiatore giapponese che lavora per la Arts Vision. È noto per aver doppiato Obito Uchiha in Naruto, Eikichi Onizuka in GTO, Okuyasu Nijimura in Le Bizzarre Avventure di JoJo e Cayman in Dorohedoro, nonché Genta Kojima e Wataru Takagi (che ha preso il nome da lui) in Detective Conan.

## Ruoli

### Anime
- After War Gundam X (Garrod Ran)
- Black Lagoon (Chaka)
- Rombi di tuono e cieli di fuoco per i Biocombat (Ghepard)
- Bleach (Ganju Shiba)
- Megami Kouhosei (Garuisu Eriddo)
- Holly e Benji (Kouji Nakano, Shinprusatt Bunnaku)
- Seikai no monshō ("The Undertaker")
- Detective Conan (Genta Kojima, Wataru Takagi)
- Devichil (Abaddon, Komainu)
- Tantei gakuen Q (Hukunaga Hiroshi)
- Doraemon (insegnante)
- Excel Saga (Rikdo Koshi)
- Flint a spasso nel tempo (Niojia)
- Pretty Cure Max Heart (Uraganos)
- Gegege no Kitaro (Nezumi Otoko)
- Gakkō no kaidan (Headless Horseman)
- Great Teacher Onizuka (Eikichi Onizuka)
- Grendizer U (Blacky)
- H2 (Hirose)
- Hajime no Ippo (Aoki Masaru)
- 100% Fragola (Rikiya Komiyama)
- Initial D (Kenji)
- Musekinin Kanchō Tairā (Capitano Renandi)
- Jigoku Shōjo (Takashi Inagaki)
- Kindaichi shōnen no jikenbo (Takehiko Oka, Hidekazu, Tatuya Kano, Yasuoka Mamoru, Sumiyoshi Shingo)
- Ō Dorobou Jing (Marasukino)
- Zatch Bell! (Kaneyama, Unko Tin Tin)
- Shoubushi Densetsu Tetsuya (Danchi)
- Ueki no Hōsoku (Karl Paccho)
- Guru Guru - Il girotondo della magia (Geil)
- Mix (Eisuke Tachibana)
- Monster Rancher (Suezo)
- Mushiking, il guardiano della foresta (Bibi)
- Naruto (Tobi, Obito Uchiha)
- One Piece (Bellamy, Jango [saltuario], Van Der Decken IX)
- Onegai My Melody (Baku)
- Bōken Yūki Pluster World (Badnik)
- PoPoLoCrois (Marco)
- Power Stone (Jack)
- S-CRY-ed (George Tatsunami)
- Sailor Moon (Rubeus)
- Yes! Pretty Cure 5, Yes! Pretty Cure 5 GoGo! e Power of Hope: Pretty Cure Full Bloom (Bunbee)
- La leggenda di Biancaneve (Vet)
- Shaman King (Tokagero)
- Slayers (Valgarv)
- Super Pig (Jimmy Matsumoto)
- Chi ha bisogno di Tenchi? (Kamidake, Kamikura, Hotsuma)
- Tenshi na konamaiki (Soga Genzo)
- TOKKO (Kaoru Kunikida)
- Zoids: New Century Zero (Harry Champ)
- Rekka no Honō (Kuchibashimaru)
- Tekkaman (Hayato Kawakami)
- Hunter × Hunter (serie 2011) (Knuckle Bine)
- Le bizzarre avventure di JoJo: Diamond Is Unbreakable (Okuyasu Nijimura)
- Shiki (Tatsumi)
- Dorohedoro (Caiman)
- Record of Ragnarok (Zeus)
- Cyberpunk: Edgerunners (Pilar)
- Lamù e i casinisti planetari - Urusei yatsura (Sakurambo)
- Trigun Stampede (Ethan Gilbert "E.G. The Bomb/E.G. The Mine" Hamilton)
- Rurouni Kenshin (2023) (Gohei Hiruma)
- Pluto (Shunsaku Ban)
- Shaman King Flowers (Tokagero)
- Kengan Ashura (Altro Niko Tokita)

### OAV
- Cutey Honey (Akakabu Hayami)
- Genocyber (Ellis)
- Hellsing (Jan Valentine)
- Mega Man: Upon a Star (Rush)
- One Piece: Taose! Kaizoku Gyanzac (Roronoa Zoro)
- Kenshin samurai vagabondo (Takasugi Shinsaku)
- Chi ha bisogno di Tenchi? (Kamidake)
- Così parlò Rohan Kishibe (Okuyasu Nijimura)

### Videogiochi
- AI: The Somnium Files (Moma Kumakura)
- AI: The Somnium Files - nirvanA Initiative (Moma Kumakura)
- Anarchy Reigns (Blacker Baron)
- Bayonetta (Enzo)
- Bayonetta 2 (Enzo)
- Bayonetta 3 (Enzo)
- Bleach: Shattered Blade (Ganju Shiba)
- Borderlands 2 (Claptrap)
- Borderlands 3 (Claptrap)
- Card-en-Ciel (Mamoru Tsuchiya, Zipangu (maschio), Kizuna Connector)
- Concord (Daw)
- Devil Summoner - Soul Hackers (Junnosuke Kitagawa/Lunch)
- Divine Dynamo Flamefrit (Mamoru Tsuchiya)
- Dragalia Lost (Arctos)
- Dragon Marked for Death (Shinobi)
- Dragon Quest VIII: L'odissea del re maledetto (versione 3DS) (Rhapthorne)
- Dragon Quest Monsters: Il Principe oscuro (Scyntill, Sir Slimenandro)
- Dynasty Warriors: Gundam 3 (Garrod Ran)
- Echoes of Mana (Niccolo)
- Fighting EX Layer (Doctrine Dark)
- Final Fantasy VII Remake (Beck)
- Final Fantasy Tactics: The Ivalice Chronicles (Goffard Gaffgarion)
- Fist of the North Star: Ken's Rage (Jagger)
- Fist of the North Star: Ken's Rage 2 (Jagger)
- Gotcha Force (Katsumi Nekobe, Tetsuya Sawatari, Impeatore Galattico)
- Hi-Fi Rush (Zanzo)
- Jak II: Renegade (Pecker)
- JoJo's Bizarre Adventure: Heritage for the Future (Arabia Fats, Cameo, Boingo, Kenny G.)
- JoJo's Bizarre Adventure: All Star Battle (Okuyasu Nijimura)
- JoJo's Bizarre Adventure: Eyes of Heaven (Okuyasu Nijimura)
- JoJo's Bizarre Adventure: All Star Battle R (Okuyasu Nijimura)
- Kingdom Hearts Birth by Sleep (Esperimento 221)
- Legend of Legaia (Vahn, Che Derilla)
- Love & Destroy (Egg)
- Marvel Super Heroes vs. Street Fighter (Zangief)
- Marvel vs. Capcom: Clash of Super Heroes (Zangief, Arthur)
- Marvel vs. Capcom 2: New Age of Heroes (Zangief)
- Marvel's Spider-Man: Miles Morales (Ganke Lee)
- Marvel's Spider-Man 2 (Ganke Lee)
- Master Detective Archives: Rain Code (Swank Catsonell)
- Mega Man 8 (Sword Man, Frost Man)
- Mega Man X6 (Douglas, Commander Yammark, Infinity Mijinion)
- Mega Man X7 (Tornado Tonion, Flame Hyenard)
- Mega Man ZX (Purprill the Mandroid)
- Mighty No. 9 (Pyrogen)
- Naruto Shippuden: Dragon Blade Chronicles (Tobi)
- Naruto Shippuden: Ultimate Ninja Heroes 3 (Tobi)
- Naruto Shippuden: Ultimate Ninja Storm 2 (Tobi)
- Naruto Shippuden: Ultimate Ninja Impact (Tobi)
- Naruto Shippuden: Ultimate Ninja Storm Generations (Tobi)
- Naruto Shippuden: Ultimate Ninja Storm Revolution (Obito Uchiha)
- Naruto Shippuden: Ultimate Ninja Storm 4 (Tobi, Obito Uchiha)
- Naruto to Boruto: Shinobi Striker (Obito Uchiha)
- Naruto x Boruto Ultimate Ninja Storm Connections (Tobi, Obito Uchiha)
- No Sleep For Kaname Date - From AI: The Somnium Files (Moma Kumakura)
- Nightshade (Onibi)
- One Piece: Pirates' Carnival (Bellamy)
- One Piece: Pirate Warriors 3 (Bellamy)
- One Piece: Pirate Warriors 4 (Bellamy)
- Onimusha: Warlords HD (Hideyoshi Toyotomi)
- Plasma Sword: Nightmare of Bilstein (Gore Gajah, Blood Barbarians, Shaker, Byakko, Rai-on)
- Pocket Fighter (Zangief)
- Power Stone (Jack)
- Power Stone 2 (Jack)
- Project X Zone (Ciseaux)
- Ratchet & Clank (Skid McMarx)
- Ratchet & Clank: Rift Apart (Skid McMarx)
- Resident Evil HD Remaster (Brad Vickers)
- Resident Evil 3 (videogioco 2020) (Brad Vickers)
- Shaman King: Soul Fight (Tokagero)
- Shinobi (Hiruko Ubusuna (giovane))
- Shin Megami Tensei IV (Mastema)
- Shin Megami Tensei V: Vengeance (Mastema)
- SNK vs. Capcom: SVC Chaos (Hugo)
- Sonic Colours (Cubot)
- Sonic Lost World (Cubot)
- Sonic Forces (Cubot)
- Sonic x Shadow Generations (Cubot)
- Soul Edge (Heishiro Mitsurugi, Hwang Seong-gyeong, Teppou hei, membro del Dojo Seong)
- Soulcalibur (Hwang Seong-gyeong)
- Speed Power Gunbike (Ippei)
- Street Fighter Alpha: Warriors' Dreams (Sodom, Birdie, Adon)
- Street Fighter Alpha 2 (Zangief, Gen, Birdie, Adon, Sodom)
- Street Fighter Alpha 3 (Zangief, Birdie, Gen, Adon, Sodom)
- Street Fighter III: New Generation (Ryu, Yang)
- Street Fighter III: 2nd Impact (Ryu, Yang, Hugo)
- Street Fighter EX (Zangief, Doctrine Dark)
- Street Fighter EX 2 (Zangief, Doctrine Dark)
- Street Fighter EX 3 (Zangief, Doctrine Dark)
- Street Fighter X Tekken (Hugo)
- Super Robot Wars Alpha (Garrod Ran)
- Super Robot Wars OG: Original Generations (Roar, Fernando Albark)
- Super Robot Wars Z (Garrod Ran)
- Super Robot Wars Z2: Destruction Chapter (Garrod Ran)
- Super Robot Wars Z2: Rebirth Chapter (Garrod Ran)
- Super Robot Wars Z3: Heaven Chapter (Garrod Ran, Alberto Bist)
- Super Robot Wars 30 (Belk Batoom Bitool)
- Team Sonic Racing (Cubot)
- Tekken 2 (Heihachi Mishima, Lei Wulong)
- Ultra Street Fighter IV (Hugo)
- X-Men vs. Street Fighter (Zangief)
- Yakuza 6: The Song of Life (Koji Masuzoe)

### Film
- Hōhokekyo tonari no Yamada-kun (Kubo, Mr. Yasuda)
- Film di Detective Conan (Genta Kojima, Wataru Takagi)
- Yes! Pretty Cure 5 GoGo! - Buon compleanno carissima Nozomi (Bunbee)
- Eiga Pretty Cure All Stars DX 2 - Kibō no hikari Rainbow Jewel wo mamore! (Bunbee, Uraganos)

## Doppiatori italiani
- Luca Bottale in Forza campioni, Piccoli problemi di cuore, Hellsing Ultimate, Detective Conan (Genta, seconda voce), Detective Conan - Fino alla fine del tempo, Detective Conan - L'asso di picche, Detective Conan - L'ultimo mago del secolo, Detective Conan - Solo nei suoi occhi, Detective Conan - Trappola di cristallo, Detective Conan - Il fantasma di Baker Street, Detective Conan - La mappa del mistero, Detective Conan - Il mago del cielo d'argento, Detective Conan - La strategia degli abissi, Detective Conan - Requiem per un detective, Detective Conan - L'isola mortale, Detective Conan - La musica della paura, Detective Conan - ...e le stelle stanno a guardare, Detective Conan - L'undicesimo attaccante, Lupin Terzo vs Detective Conan, Detective Conan: Episode "One" - Il detective rimpicciolito
- Francesco Orlando in Detective Conan (Takagi), Detective Conan - L'ultimo mago del secolo, Detective Conan - Solo nei suoi occhi, Detective Conan - Trappola di cristallo, Detective Conan - La mappa del mistero, Detective Conan - Il mago del cielo d'argento, Detective Conan - La strategia degli abissi, Detective Conan - Requiem per un detective, Detective Conan - L'isola mortale, Detective Conan - La musica della paura, Lupin III vs Detective Conan, Detective Conan - ...e le stelle stanno a guardare, Detective Conan - L'undicesimo attaccante, Lupin Terzo vs Detective Conan, Detective Conan: Episode "One" - Il detective rimpicciolito (secondo doppiaggio)
- Massimo De Ambrosis in Great Teacher Onizuka
- Nicola Bartolini Carrassi in Samurai Spirits - Apocalisse a Edo, Detective Conan (Genta, prima voce, e Takagi, solo ep. 22, 32)
- Andrea De Nisco in Detective Conan (Takagi, solo ep. 27)
- Paolo Sesana in Detective Conan (Takagi, solo ep. 68-69)
- Massimo Di Benedetto in Detective Conan: Episode "One" - Il detective rimpicciolito (Takagi, solo primo doppiaggio)
- Tommaso Novara in Detective Conan: The Culprit Hanzawa
- Diego Sabre in Sailor Moon, Naruto (Obito, prima voce)
- Davide Garbolino in Naruto (Obito, seconda voce)
- Gabriele Patriarca in Naruto (Obito, terza voce)
- Stefano Pozzi in Naruto (Obito, quarta voce)
- Edoardo Lomazzi in Le bizzarre avventure di JoJo: Diamond Is Unbreakable
- Sergio Romanò in Doraemon (ep. 1-53), Doraemon - Il film
- Marco Pagani in Il guardiano della foresta - Mushiking, Doraemon (dall'ep. 54), Doraemon - Il film: Nobita e il nuovo dinosauro, Doraemon - Il film: Nobita e l'Utopia celeste, Doraemon - Il film: Nobita e la sinfonia della Terra
- Matteo Brusamonti in Bleach
- Luca Dal Fabbro in Excel Saga
- Luca Graziani in Hunter × Hunter (2011)
- Alessandro Ballico in Record of Ragnarok
- Pietro Ubaldi in Lamù e i casinisti planetari - Urusei Yatsura
- Stefano Albertini in Shaman King
- Patrizio Prata in Slayers, Pokémon il film - Mewtwo contro Mew
- Giorgio Bonino in Slayers - Storie di specchi, chimere e mammoni
- Luigi Ferraro in Mix
- Alessandro Quarta in Initial D, Cinderella Boy
- Gabriele Calindri in One Piece, Transformers: Robots in Disguise
- Claudio Beccari in One Piece (solo ep. 207)
- Marco Balbi in Space Pirate Captain Herlock - The Endless Odyssey, One Piece Gold - Il film
- Raffaele Palmieri in Goldrake U
- Mirko Cannella in 100% Fragola
- Giuseppe Calvetti in Zoids
- Gianluca Cortesi in Dorohedoro
- Matteo De Mojana in Cyberpunk: Edgerunners
- Riccardo Rovatti in Power Stone
- Luciano Roffi in Yes! Pretty Cure 5, Yes! Pretty Cure 5 GoGo!, Power of Hope: Pretty Cure Full Bloom, Yes! Pretty Cure 5 GoGo! - Buon compleanno carissima Nozomi
- Paolo Marchese in Pretty Cure Max Heart
- Pino Pirovano in Alé alé alé o-o
- Claudio Moneta in I segreti dell'isola misteriosa, Beelzebub
- Giuliano Santi in Chi ha bisogno di Tenchi?
- Gaetano Varcasia in Chi ha bisogno di Tenchi? - The Movie - Memorie lontane
- Edoardo Nordio in Monster Rancher
- Carlo Valli in Cutey Honey - La combattente dell'amore (ep. 1-4)
- Riccardo Peroni in Biancaneve, Cutey Honey - La combattente dell'amore (ep. 5-8), Sword Art Online
- Edoardo Stoppacciaro in Black Lagoon
- Mimmo Strati in Devichil
- Enrico Di Troia in Drifters
- Ivan Andreani in Sonic Boom
- Luca Sandri in Sonic Forces, Sonic Prime
- Luca Ghignone in Pokémon Generazioni
- Marco Mete in Mazinga Z Infinity, Batman Ninja
- Ambrogio Colombo in Godzilla - Punto di singolarità
- Marco Giansante in Kengan Ashura
- Lorenzo Scattorin in Najica Blitz Tactics
- Marco Baroni in Che campioni Holly e Benji!!! (Ichikawa)
- Fabio Boccanera in Che campioni Holly e Benji!!! (Bunnaak)